# 明けるな平壌の夜よ
「明けるな平壌の夜よ」（あけるなピョンヤンのよるよ、朝鮮語: 지새지 말아다오 평양의 밤아）は、1989年に発表された朝鮮民主主義人民共和国（北朝鮮）の楽曲。                    　　　　　    
作詞はチョン・ドンウ、作曲はキム・ドクス。

## 概説
歌詞は主に平壌の夜の美しさを讃えたものとなっており、プロパガンダ的要素が少ない。
また、朝鮮中央テレビでは放送終了直前にしばしば放送されるほか、平壌放送では深夜帯に放送されていた。

## 収録
2003年に発売された普天堡電子楽団のCDアルバム、および2009年に発売された金剛山歌劇団の男性声楽曲集に当曲のカバーが収録されている。